# Marinko Lemo
Marinko Lemo (1943.), hrvatski emigrant, revolucionar i politički aktivist. 

## Životopis
Iz Hrvatske je 1969. godine pobjegao u Švedsku zbog političkih istupa koji su išli u smjeru neovisne Hrvatske. U iseljeništvu se povezao s emigrantskim skupinama koje nisu bile po volji jugoslavenskom režimu. Zato ih je UDBA stalno pratila. Radi zbunjivanja UDBE, često su mijenjali prebivalište.
Lemo se uspio povezati sa skupinom pouzdanih istomišljenika. Bilo su to Miro Barešić, Anđelko Brajković, Ante Stojanov, Stanko Miličević, Ivan Vujičević i Blago Mikulić.
U jednoj emigrantskoj akciji, Mikulić i Vujičević neuspješno su pokušali zauzeti jugoslavenski konzulat u Göteborgu. Konzula nisu uspjeli uhvatiti konzula, nego samo zarobiti čuvara konzulata i čistačicu. Uslijedili su pregovori s jugoslavenskim ministrom Tepavcem, nakon kojeg su se mirno predali švedskoj policiji.
U suradnji s Anđelkom Brajkovićem i Antom Stojanovim Barešić je organizirao organizirao druge hrvatske emigrante. Izveo je akciju kojoj je bio cilj puštanje hrvatskih političkih zatvorenika u zamjenu za jugoslavenskog veleposlanika u Švedskoj Vladimira Rolovića 7. travnja 1971. godine kojeg su planirali zabrobiti. Akcija je neplanirano završila Rolovićevom smrću - pružanjem otpora i pokušajem da ubije hrvatske rodoljube Rolović je teško ranjen, umro je nakon 8 dana. Švedska ih je policija uhitila pri čemu nisu pružali otpor.
Lemo je kao bliski suradnik sudionika akcije pokušao pomoći sudionicima osiguravanjem materijalne pomoći koja im je bila neophodna da bi doputovali do jugoslavenskog veleposlanstva i obaviti planiranu zadaću. UDBA je znala za njegovu ulogu i povezanost, pa je nakon samo dva sata uhićen i sproveden u zatvor.
Ovoj je skupini suđenje počelo nakon dva mjeseca. Organizatore (Mira Barešića i Anđelka Brajkovića) zemaljski je sud u Stockholmu osudio 10. rujna 1971. na doživotnu robiju zbog ubojstva Rolovića, Ante Stojanov na 7 godina, Marinko Lemo i Stanislav Miličević na dvije godine, jer su bili suradnici.
Služili su zatvorsku kaznu u strogo čuvanom zatvoru. UDB-ini suradnici su u zatvoru pokušala izvršiti atentat nad Barešićem.
Lemo i Miličević izdržavali su izrečenu kaznu. Švedsko im pravosuđe nije dopustilo napustiti zatvor. Osim njih, kazne u Švedskoj služili su Miro Barešić,  Anđelko Brajković, Ante Stojanov Škarpun kodnog imena "Toni Varga", Miljenko Hrkač i Blago Mikulić.
Za izvlačenje iz zatvora poslužila je jedna druga akcija. Akciju se poduzelo i da bi se spriječilo izručenje tih emigranata Jugoslaviji. U igri je bio veliki novac i veliki posao, zbog čega je to izručenje i neumitna smrtna kazna bili su samo pitanje dana. Da bi se to spriječilo, pokušalo se diplomatskim putem. Pokušalo se razgovorima s visokim švedskim državnim dužnosnicima. Hrvatska su udruženja dugotrajno pregovarala s ondašnjim premijerom Olofom Palmeom, kraljem Gustavom, no bezuspješno. Kad se nije moglo na taj način, kada su isrcpili sve druge mogućnosti, odlučilo se za otmicu zrakoplova. Otmica je bila rezultat nepodnošljiva šikaniranja Hrvatske u kojoj je tad na djelu bilo nasilno gušenje baštine hrvatskog proljeća. Nakon godinu dana, 15. rujna 1972., grupa hrvatskih emigranata na čelu sa Stipom Mikulićem (Tomislav Rebrina, Nikola Lisac, Rudolf Prskalo) otela je zrakoplov koji je letio u pravcu Göteborg - Stockholm. Tražili su od švedske vlade oslobađanje sedam hrvatskih zatvorenika u Švedskoj iz zatvora i da ih pošalju zrakoplovom u Španjolsku. Blefirali su prijetnjom da će eksplozivom raznijeti zrakoplov u kojem je tada bilo 95 putnika. Prijetnja je bila lažna, jer u torbi nije bio nikakvi eksploziv, nego smotane stare hlače koje su stavili da bi zavarali policiju da pomislila kako je u torbi zbilja eksploziv.
Sva sedmorica iz puštene emigrantske skupina dala su izjavu u kojoj jamče svojim životima da se niti jednom putniku neće ništa dogoditi. Obećanje su održali. Skupina s emigrantima odletjela je prema Madridu, kamo je i stigla. Bez otpora su se predali španjolskoj policiji koja ih je sprovela u zatvor u kojemu su proveli 21 mjesec. Na suđenju su oslobođeni Miro Barešić, Anđelko Brajković, Ante Stojanov, Marinko Lemo, Stanislav Miličević, Blago Mikulić i Ivan Vujičević. Činjenica zbog koje ih je španjolsko pravosuđe oslobodilo bila je olakotna okolnost što su dopustili da se oslobode svi putnici iz otetog aviona bez iti jedne žrtve, odnosno što su se držali obećanja danog pri odlasku kojom su jamčili za putničke živote. Šestorica, među kojima i Lemu, oslobođeni su, a Rebrina, Prskalo i Lisac bili su terećeni na sudu za otmicu zrakoplova. Godinu poslije sud ih je kaznio s po 12 godina zatvora. Ondašnji španjolski predsjednik Francisco Franco tražio je pomilovanje, pa su i ta trojica puštani na slobodu.
Lemo kao dio šestorice otišao je u Paragvaj, a u Španjolskoj su ostali Rebrina i ostatak skupine, sve dok nije proglašena neovisna i samostalna Hrvatska.